# Liste der Kulturgüter in Horw
Die Liste der Kulturgüter in Horw enthält alle Objekte in der Gemeinde Horw im Kanton Luzern, die gemäss der Haager Konvention zum Schutz von Kulturgut bei bewaffneten Konflikten, dem Bundesgesetz vom 20. Juni 2014 über den Schutz der Kulturgüter bei bewaffneten Konflikten sowie der Verordnung vom 29. Oktober 2014 über den Schutz der Kulturgüter bei bewaffneten Konflikten unter Schutz stehen.
Objekte der Kategorien A und B sind vollständig in der Liste enthalten, Objekte der Kategorie C fehlen zurzeit (Stand: 1. Januar 2023). Unter übrige Baudenkmäler sind zusätzliche Objekte zu finden, die im kantonalen Denkmalverzeichnis verzeichnet und nicht bereits in der Liste der Kulturgüter enthalten sind.

## Kulturgüter
| Foto | | Objekt                                                                                            | Kat. | Typ | Standort                                                   | Beschreibung |
| ---- | --- | ------------------------------------------------------------------------------------------------- | ---- | --- | ---------------------------------------------------------- | ------------ |
| ja   | Datei hochladen · Wikidata zu Bauernhaus Oberdorni (Q29522174)                                                               | Bauernhaus Oberdorni KGS-Nr.: 03702                                                               | A    | G   | Kastanienbaum, Oberdorni 4 668013 / 206786                 |              |
| BW   | Datei hochladen · Wikidata zu Villa Kreuzfluh mit Nebengebäuden (Pförtnerhaus, Boots- und Badehaus, Eingangstor) (Q29785596) | Villa Kreuzfluh mit Nebengebäuden (Pförtnerhaus, Boots- und Badehaus, Eingangstor) KGS-Nr.: 03707 | A    | G   | St. Niklausen, St. Niklausenstrasse 47 668651 / 207850     |              |
| ja   | Datei hochladen · Wikidata zu Pfarrkirche St. Katharina (Q29785590)                                                          | Katholische Kirche St. Katharina KGS-Nr.: 03703                                                   | B    | G   | Zumhofstrasse 1.2 666460 / 207936                          |              |
| BW   | Datei hochladen · Wikidata zu Villa Annemaria (Q29785589)                                                                    | Villa Annemaria KGS-Nr.: 03704                                                                    | B    | G   | Kastanienbaum, Kastanienbaumstrasse 302 668510 / 206654    |              |
| BW   | Datei hochladen · Wikidata zu Landsitz Stutz mit Gartenpavillon (Q29785593)                                                  | Landsitz Stutz mit Gartenpavillon KGS-Nr.: 03705                                                  | B    | G   | St. Niklausen, Im Stutz 14, 14.1 668230 / 209547           |              |
| BW   | Datei hochladen · Wikidata zu Villa Krämerstein mit Pförtnerhaus und Park (Q120235267)                                       | Villa Krämerstein mit Pförtnerhaus und Park KGS-Nr.: 03706                                        | B    | G   | Kastanienbaum, St. Niklausenstrasse 59, 63 668530 / 207483 |              |

## Übrige Baudenkmäler
| ID  | Foto |                                                                      | Objekt                    | Typ | Standort                                    | Beschreibung |
| --- | ---- | -------------------------------------------------------------------- | ------------------------- | --- | ------------------------------------------- | ------------ |
| 117 | BW   | Datei hochladen · Wikidata zu Bauernhaus Hinterberg Ost (Q131196253) | Bauernhaus Hinterberg Ost | G   | Kastanienbaum, Hinterberg 2 667973 / 206478 |              |
| 152 | ja   | Datei hochladen · Wikidata zu Dreikönigskapelle (Q131196161)         | Dreikönigskapelle         | G   | Winkelstrasse 46.1 666763 / 207152          |              |
| 166 | ja   | Datei hochladen · Wikidata zu Dormenhaus (Q131196325)                | Dormenhaus                | G   | Winkelstrasse 15 666665 / 207290            |              |
| 200 | ja   | Datei hochladen · Wikidata zu Dorfhaus (Q120204231)                  | Dorfhaus                  | G   | Kirchweg 3 666393 / 207890                  |              |
| 208 | ja   | Datei hochladen · Wikidata zu Hotel Pilatus (Q131211423)             | Hotel Pilatus             | G   | Kantonsstrasse 75 666373 / 207987           |              |

Legende: Siehe Legende der Liste der Kulturgüter von nationaler und regionaler Bedeutung. Anstelle der KGS-Nummer wird als Objekt-Identifikator (ID) die Gebäudenummer im kantonalen Denkmalverzeichnis verwendet.